# Арзуманян, Арменак Задыкович
Арменак Задыкович Арзуманян (1909 год, село Дранда, Сухумский округ, Кутаисская губерния, Российская империя — неизвестно, село Дранда, Абхазская АССР, Грузинская ССР) — бригадир колхоза имени Берия Гульрипшского района, Абхазская АССР, Грузинская ССР. Герой Социалистического Труда (1950).

## Биография
Родился в 1909 году в крестьянской семье в селе Дранда.
С раннего возраста трудился в сельском хозяйстве. В послевоенные годы — бригадир табаководческой бригады колхоза имени Берия Гульрипшского района.
В 1949 году бригада под его руководством собрала в среднем с каждого гектара по 21,9 центнера листьев табака сорта «Самсун № 27» с площади 8 гектаров. Указом Президиума Верховного Совета СССР от 3 июля 1950 года удостоен звания Героя Социалистического Труда за «получение высоких урожаев кукурузы, табака и картофеля в 1949 году» с вручением ордена Ленина и золотой медали «Серп и Молот» (№ 5321).
Этим же Указом званием Героя Социалистического Труда был награждён председатель колхоза имени Берия Осман Ремизович Иосава.
После выхода на пенсию проживал в селе Дранда. С 1968 года — персональный пенсионер союзного значения.
Дата смерти не установлена.